# 鄭芝溶
鄭芝溶（チョン・ジヨン、1902年陰暦5月15日 - 1950年）は朝鮮の詩人。1930年代を代表する詩人であり、同世代と後輩達に大きな影響を与えた。鄭の詩は異国情緒、伝統的郷土情緒、そしてカトリックに依拠する宗教性の3つの傾向を持つ。

## 略歴
1902年陰暦5月15日、忠清北道沃川郡沃川面下桂里40番地に生まれる。父は延日鄭氏の鄭泰国、母は河東鄭氏の鄭美河の間の1人息子である。家は、父の鄭泰国が薬局を経営していて裕福であったが、ある年に洪水に見舞われ、生活が傾いていく。幼い頃は池龍と呼ばれた。1913年、恩津宋氏の宋在淑と結婚する。
1918年、徽文高等普通学校に入学する。この頃から詩の創作活動を始め、この年の12月、『曙光』創刊号に小説「三人」を発表した。学業の成績は非常によく、一年のときは首席であった。この時期、金崋山、朴八陽、朴済瓚らと共に、同人誌『搖籃』を発刊している。1922年、徽文高等普通学校を卒業し、父の友人である柳宓永宅で生活する。1923年、徽文義塾派らで作る「文友会」の学芸部長を務め、機関紙『徽文』創刊号の編集委員長もこなした。その才能が認められ、徽文義塾の校費で日本に留学することになり、1923年に京都の同志社大学英文科に入学した。留学中も詩の創作を続け、日本語でも『近代風景』に「悲しき印象画」「早春の朝」「鴨川」などを発表し、北原白秋からも高い評価を受けた。
1929年、同志社大学を卒業すると、帰国し、家族を連れて、ソウルに移る。そして母校の徽文高等普通学校で英語教師として職を得た。また、1930年、朴龍喆、金永郎、異河潤らと『詩文学』の同人になり、詩文壇で次々と作品を発表していく。1933年には、李泰俊、柳致真、金起林、李箱、朴泰遠らと「九人会」に参加する。『カトリック青年』『詩と小説』『京郷雑誌』『文章』の編集を担当し、文学活動を支えた。
1945年、解放を迎えると、長年務めていた徽文学校を辞任し、梨花女子専門学校の文科科長に就任、韓国語とラテン語を教授した。1946年に、梨花女子専門学校教授職を辞任し、京郷新聞の主幹を務めるが、1年後に、また梨花女子大学校の教授に復職する。ソウル大学校の文理科大学講師も務めたこともある。1950年6月25日、朝鮮戦争が勃発すると、政治保衛部に拘束され、鄭仁沢、金起林、朴英熙らと共に西大門刑務所に収容される。その後、平壌監獄に移監されたが、詳細は分からない。〈越北作家〉とされたため、1988年まで作品は発禁処分とされていた。
2005年12月18日、同志社大学今出川キャンパス内に鄭芝溶の詩碑が建てられた。

## 年譜

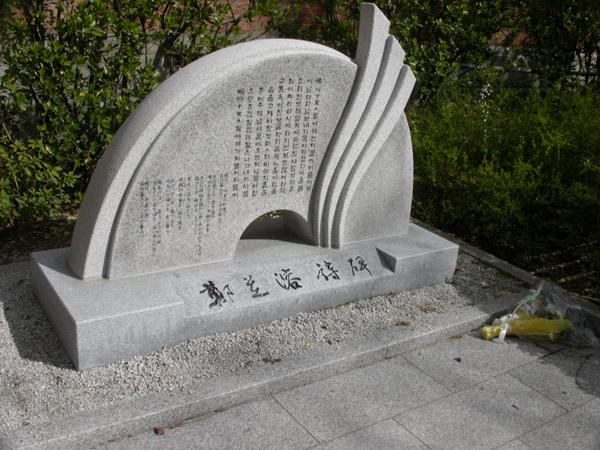
鄭芝溶詩碑

- 1902年陰暦5月15日、忠清北道沃川郡沃川面下桂里40番地に生まれる。
- 1910年、沃川公立普通学校（現：竹香小学校）に入学。
- 1913年、宋在淑と結婚する。
- 1918年、徽文高等普通学校に入学。
- 1919年12月、『曙光』創刊号に小説「三人」を発表。
- 1922年、徽文高等普通学校を卒業。
- 1923年、徽文高等学校の校費生として、日本に留学、同志社大学英文科に入学。
- 1928年、長男、求寛が生まれる。
- 1929年、同志社大学を卒業。
- 1929年、家族でソウルに移り、徽文高等普通学校の英語教師を務める。
- 1930年、『詩文学』の同人になる。
- 1931年、次男、求翼が生まれる。
- 1933年、三男、求寅が生まれる。
- 1933年8月、「九人会」に参加。
- 1934年、長女、求園が生まれる。
- 1939年、『文章』の推薦委員になる。
- 1944年、ソウル疎開令で富川郡素砂里に移る。
- 1945年、梨花女子専門学校の文科科長を務める。
- 1946年、ソウル市城北区敦岩洞山11番地に移る。
- 1946年2月、文学家同盟に参加。
- 1946年、京郷新聞の主幹を務める。
- 1947年、京郷新聞を辞任し、梨花女子大学校教授に復職。
- 1947年、ソウル大学校文理科大学講師を務める。
- 1948年2月、梨花女子大学校教授を辞任。
- 1950年、朝鮮戦争で被北。

## 作品
- 1935年、詩集『鄭芝溶詩集』（詩文学社）
- 1941年、詩集『白鹿潭』（文章社）
- 1946年6月、詩集『芝溶詩選』（乙酉文化社）
- 1949年、『文学読本』（博文出版社）
- 1949年、『散文』（同志社）

## その他
- 鄭芝溶文学賞